# Rivière Canimiti
Rivière Canimiti är ett vattendrag i Kanada.   Det ligger i provinsen Québec, i den sydöstra delen av landet, 270 km norr om huvudstaden Ottawa.
I omgivningarna runt Rivière Canimiti växer i huvudsak blandskog. Trakten runt Rivière Canimiti är nära nog obefolkad, med mindre än två invånare per kvadratkilometer.